# Skive Kommune
|  | For alternative betydninger af Skive, se Skive (flertydig). |
|  | For Skive Kommune før kommunalreformen i 2007, se Skive Kommune (1970-2006). |
Skive Kommune er en kommune i Region Midtjylland efter Kommunalreformen i 2007. Allerede den 15. november 2005 blev kommunalbestyrelsen valgt, med venstremanden Flemming Eskildsen som formand for sammenlægningsudvalget og kommende borgmester.
Skive Kommune opstod ved sammenlægning af flg.:
- Sallingsund Kommune
- Skive Kommune (1970-2006) med byen Skive
- Spøttrup Kommune
- Sundsøre Kommune

Forligspartierne krævede afstemninger i Mogenstrup i Vinderup Kommune og i Vestfjends i Fjends Kommune, men ingen af dem faldt ud til Skive Kommunes fordel.

## Byer
| Kommunens største byer |                    |                   |
| Nr                     | By                 | Indbyggere (2025) |
| 1                      | Skive              | 20.090            |
| 2                      | Højslev Stationsby | 2.815             |
| 3                      | Glyngøre           | 1.371             |
| 4                      | Roslev             | 1.306             |
| 5                      | Balling            | 1.154             |
| 6                      | Jebjerg            | 1.069             |
| 7                      | Rødding            | 872               |
| 8                      | Durup              | 868               |
| 9                      | Breum              | 808               |
| 10                     | Hem                | 583               |
| 11                     | Oddense            | 582               |
| 12                     | Nederby            | 534               |
| 13                     | Lem                | 457               |
| 14                     | Hald               | 409               |
| 15                     | Hvidbjerg          | 340               |
| 16                     | Ramsing            | 327               |
| 17                     | Rønbjerg           | 315               |
| 18                     | Lihme              | 256               |
| 19                     | Selde              | 222               |

## Politik

### Mandatfordeling
| 13 |  | 2 |  |  | 13 |

| 22 | 9 |

| 12 | 2 |  | 2 | 2 | 12 |

| 20 | 11 |

| 8 |  |  | 4 | 12 |  |

| 17 | 10 |

| 9 |  | 2 | 2 | 11 | 2 |

| 19 | 8 |

| 8 |  |  | 2 |  | 12 | 2 |

| 17 | 10 |

| 7 |  |  | 2 |  | 11 |  | 3 |

| 17 | 10 |

### Nuværende byråd
| Navn                                    | Parti                                  |
| --------------------------------------- | -------------------------------------- |
| Peder Christian Kirkegaard (Borgmester) | Venstre - 12 mandater                  |
| Alfred Brunsgaard                       | Venstre - 12 mandater                  |
| Goska Rasmussen                         | Venstre - 12 mandater                  |
| Alice Bro Grønvaldt                     | Venstre - 12 mandater                  |
| Christian Vad Holm                      | Venstre - 12 mandater                  |
| Hanne Brogaard                          | Venstre - 12 mandater                  |
| Gregers Frederiksen                     | Venstre - 12 mandater                  |
| Betina Bugge                            | Venstre - 12 mandater                  |
| Dorthe Dalsgaard                        | Venstre - 12 mandater                  |
| Morten Enggaard                         | Venstre - 12 mandater                  |
| Ina Nyvang                              | Venstre - 12 mandater                  |
| Evan Holst                              | Venstre - 12 mandater                  |
| Peder Christensen                       | Socialdemokratiet - 8 mandater         |
| Stine Esther Christensen                | Socialdemokratiet - 8 mandater         |
| Kim Jepsen                              | Socialdemokratiet - 8 mandater         |
| Bente Østergaard                        | Socialdemokratiet - 8 mandater         |
| Ruth Kristensen                         | Socialdemokratiet - 8 mandater         |
| Jan D. Andersen                         | Socialdemokratiet - 8 mandater         |
| Niels Ole D. Nielsen                    | Socialdemokratiet - 8 mandater         |
| Henrik Godsk                            | Socialdemokratiet - 8 mandater         |
| Anders Bøge                             | Socialistisk Folkeparti - 2 mandater   |
| Mia Sönchen Johansen                    | Socialistisk Folkeparti - 2 mandater   |
| Per B. Jeppesen                         | Skive-Listen - 2 mandater              |
| Ole Lindhard                            | Skive-Listen - 2 mandater              |
| Mogens Birkelund                        | Det Konservative Folkeparti - 1 mandat |
| Erik Mortensen                          | Nye Borgerlige - 1 mandat              |
| Peter Mousten Vestergård                | Dansk Folkeparti - 1 mandat            |

| Navn            | Skiftet fra       | Skiftet til          | Dato              |
| --------------- | ----------------- | -------------------- | ----------------- |
| Erik Mortensen  | Nye Borgerlige    | Løsgænger            | 19. november 2021 |
| Betina Bugge    | Venstre           | Danmarksdemokraterne | 1. august 2023    |
| Erik Mortensen  | Løsgænger         | Nye Borgerlige       | 7. maj 2024       |
| Ruth Kristensen | Socialdemokratiet | Løsgænger            | 29. november 2024 |

### Byråd 2018-2022
| Navn                                    | Parti                          |
| --------------------------------------- | ------------------------------ |
| Peder Christian Kirkegaard (Borgmester) | Venstre - 11 mandater          |
| Jens Peder Hedevang                     | Venstre - 11 mandater          |
| Goska Rasmussen                         | Venstre - 11 mandater          |
| Dorthe Dalsgaard                        | Venstre - 11 mandater          |
| Betina Bugge                            | Venstre - 11 mandater          |
| Arne Bisgård                            | Venstre - 11 mandater          |
| Peter Hahn                              | Venstre - 11 mandater          |
| Annette Torp                            | Venstre - 11 mandater          |
| Christian Vad Holm                      | Venstre - 11 mandater          |
| Morten Enggaard                         | Venstre - 11 mandater          |
| Kristen Hedegaard                       | Venstre - 11 mandater          |
| Peder Christensen                       | Socialdemokratiet - 9 mandater |
| Kim Jepsen                              | Socialdemokratiet - 9 mandater |
| Julie Lysdal Markussen                  | Socialdemokratiet - 9 mandater |
| Bente Østergaard                        | Socialdemokratiet - 9 mandater |
| Niels Ole D. Nielsen                    | Socialdemokratiet - 9 mandater |
| Henrik Godsk                            | Socialdemokratiet - 9 mandater |
| Johnny Kent Knudsen                     | Socialdemokratiet - 9 mandater |
| Ruth Kristensen                         | Socialdemokratiet - 9 mandater |
| Jan D. Andersen                         | Socialdemokratiet - 9 mandater |
| Preben Andersen                         | Dansk Folkeparti - 2 mandater  |
| Peter Mousten Vestergård                | Dansk Folkeparti - 2 mandater  |
| Per B. Jeppesen                         | Skive-Listen - 2 mandater      |
| Knud Bjerre                             | Skive-Listen - 2 mandater      |
| Anders Bøge                             | SF - 2 mandater                |
| Anne Mette Laugesen                     | SF - 2 mandater                |
| Bent Dyrbjerg                           | Radikale Venstre - 1 mandat    |

| Dato             | Udtrådt             | Indtrådt               | Parti        |
| ---------------- | ------------------- | ---------------------- | ------------ |
| 19. februar 2019 | Knud Bjerre         | Lissa Birkkjær Højmose | Skive-Listen |
| 2. april 2020    | Anne Mette Laugesen | Elsemarie Trøst        | SF           |

### Liste over borgmestre
| # | Periode   | Navn                       | Parti   |
| - | --------- | -------------------------- | ------- |
| 2 | 2007-2013 | Flemming Eskildsen         | Venstre |
| 3 | 2014-     | Peder Christian Kirkegaard | Venstre |

## Billeder
- Skives købstadssegl fra 1579
- Skive Kirke
- Skive Lystbådehavn
- Skive Posthus
- Skive Museum

## Statistisk kilde
- statistikbanken.dk Danmarks Statistik